# Campionato sudamericano femminile di pallacanestro 1981
Il 18º Campionato dell'America Meridionale Femminile di Pallacanestro (noto anche come FIBA South American Championship for Women 1981) si è svolto dal 24 al 31 ottobre 1981 a Lima, in Perù. Il torneo è stato vinto dalla nazionale brasiliana.

## Squadre partecipanti
- Argentina
- Brasile
- Colombia
- Cile
- Ecuador
- Perù
- Venezuela

## Classifica finale
| Pos | Squadra   | V-P |
| --- | --------- | --- |
|     | Brasile   | 6-0 |
|     | Perù      | 5-1 |
|     | Colombia  | 3-3 |
| 4   | Argentina | 3-3 |
| 5   | Cile      | 2-4 |
| 6   | Ecuador   | 2-4 |
| 7   | Venezuela | 0-6 |